# Sapìa Salvani

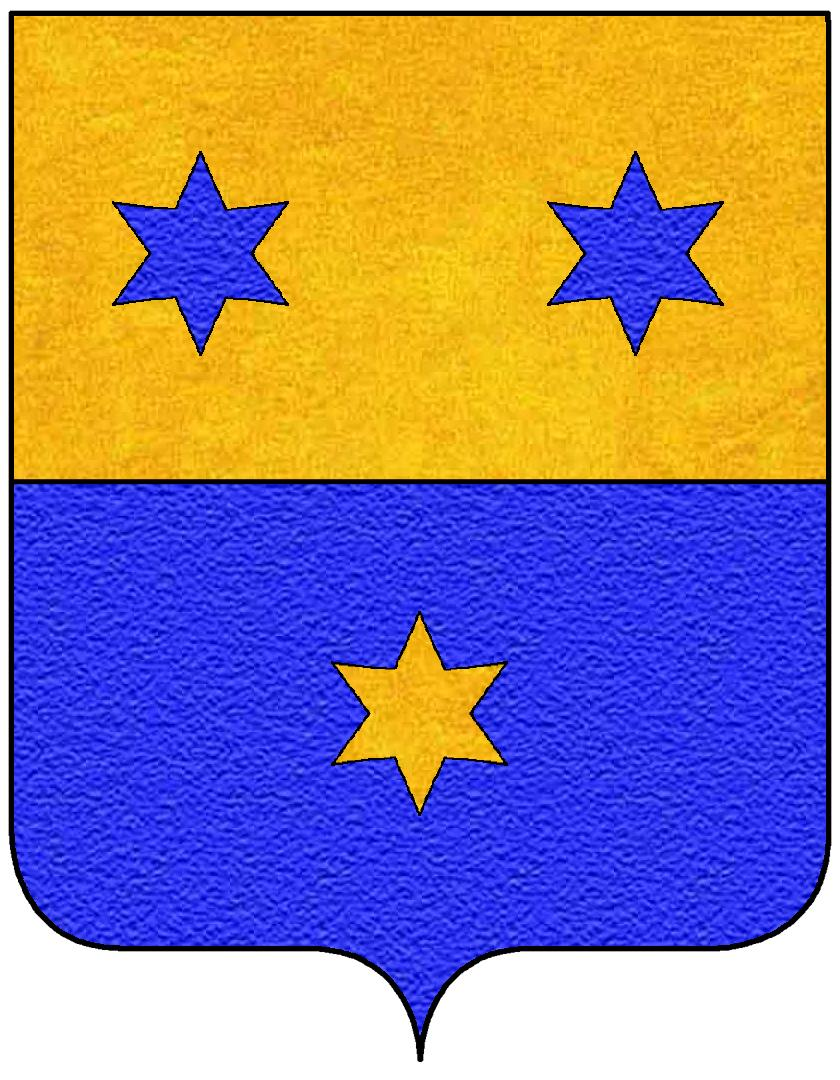
Stemma Salvani

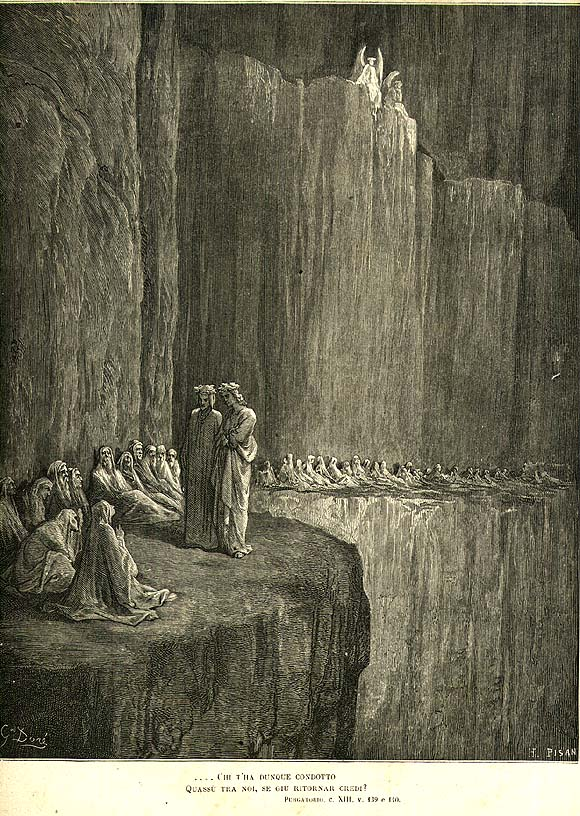
Sapia in una illustrazione di Gustave Dorè

Sapia Salvani (Siena, 1210 circa – Colle di Val d'Elsa, 1278 circa) è stata una gentildonna senese, protagonista di un episodio nel Purgatorio dantesco.

## Biografia
Citata nel tredicesimo canto, era moglie di Ghinibaldo Saracini, signore di Castiglionalto presso Monteriggioni, e zia paterna di Provenzano Salvani. Forse per odio politico contro il nipote, a capo della fazione ghibellina di Siena, fu invidiosissima dei suoi concittadini: per tale motivo, quando ebbe luogo la battaglia di Colle tra Siena e la guelfa Firenze (nella quale morì lo stesso Provenzano Salvani), desiderò che la sua città fosse sconfitta e si rallegrò della strage avvenuta. Così Dante fa raccontare a Sapia l'episodio di cui fu protagonista nel XIII del Purgatorio:
in campo giunti co' loro avversari, 

e io pregava Iddio di quel ch'e' volle.

Rotti fuor quivi e volti ne li amari

passi di fuga: e veggendo la caccia, 

letiza presi atutte altre dispari,

tanto ch'i' volsi in sù l'ardita faccia,

gridando a Dio: "Omai più non ti temo.»

Sapìa fu però anche donna caritatevole, come dimostra la fondazione da parte sua nel 1274 (dopo la morte del marito, era già vedova nel 1269) di un ospizio per i pellegrini, detto di Santa Maria; situato ai piedi di Castiglione Alto, presso la via Francigena, venne in seguito ceduto alla Repubblica di Siena, a beneficio del maggiore ospedale della città.
Marco Santagata sottolinea che Sapia è in Dante "uno dei tanti personaggi femminili che veicolano messaggi politici", ma oltre a questa caratterizzazione Sapia resta impressa nella mente come "donna in preda a una patologia che ne ha condizionato la vita intera. Il fatto che l'unico episodio che essa racconta a dimostrazione della propria follia risalga alla vecchiaia" [...] non dà solo la misura di quanto fosse radicato quel vizio-peccato, ma lascia anche intendere come esso abbia dominato la vita passata, quasi fosse una dipendenza, una sorta di impulso coatto.".
La caratterizzazione del personaggio in questo senso prosegue anche  nella sua condizione di anima purgante, che conclude il suo dialogo con Dante con una predizione sarcastica nei confronti dei suoi concittadini. Essi, infatti, predice Sapìa, non vedranno mai decollare il porto di Talamone, nella cui funzionalità come porto commerciale avevano riposto vane speranze, delusione di cui la donna sembra godere. 
Sapìa, secondo la tradizione, morì uccisa a Colle di Val d'Elsa da un sicario senese in via delle Volte, alle spalle di Palazzo Luci.